# Rothesay Classic 2022 - Qualificazioni singolare
Le qualificazioni del singolare del Rothesay Classic 2022 sono state un torneo di tennis preliminare per accedere alla fase finale della manifestazione. Le vincitrici dell'ultimo turno sono entrate di diritto nel tabellone principale. In caso di ritiro di una o più giocatrici aventi diritto, a queste sono subentrate le Lucky loser, ossia le giocatrici che hanno perso nell'ultimo turno ma che avevano una classifica più alta rispetto alle altre partecipanti che avevano comunque perso nel turno finale.

## Teste di serie
1. Donna Vekić (qualificata)
2. Aleksandra Krunić (ultimo turno, lucky loser)
3. Rebecca Marino (qualificata)
4. Lesja Curenko (qualificata)
5. Coco Vandeweghe (qualificata)
6. Maddison Inglis (ultimo turno)

1. Cristina Bucșa (ultimo turno)
2. Katarzyna Kawa (primo turno)
3. Astra Sharma (primo turno)
4. Wang Qiang (spostata nel tabellone principale)
5. Gabriela Lee (ultimo turno)
6. Fernanda Contreras (ultimo turno)

### Qualificate
1. Donna Vekić
2. Jana Fett
3. Rebecca Marino

1. Lesja Curenko
2. Coco Vandeweghe
3. Caty McNally

### Lucky loser
1. Aleksandra Krunić

## Tabellone

### Legenda
| - Q = Qualificato - WC = Wild card - LL = Lucky loser | - ALT = Alternate - SE = Special Exempt - PR = Protected Ranking | - w/o = Walkover - r = Ritirato - d = Squalificato |

### Sezione 1
|  | Primo turno | Primo turno    | Primo turno | Primo turno | Primo turno |  |  | Ultimo turno | Ultimo turno | Ultimo turno | Ultimo turno | Ultimo turno |  |
|  |             |                |             |             |             |  |  |              |              |              |              |              |  |
|  | 1           | Donna Vekić    | Donna Vekić | 7           | 6           |  |  |              |              |              |              |              |  |
|  |             | Katie Swan     | Katie Swan  | 5           | 4           |  |  | 1            | Donna Vekić  | Donna Vekić  | 6            | 6            |  |
|  | WC          | Freya Christie | 4           | 6           | 2           |  |  | 11           | Gabriela Lee | Gabriela Lee | 3            | 1            |  |
|  | 11          | Gabriela Lee   | 6           | 3           | 6           |  |  |              |              |              |              |              |  |

### Sezione 2
|  | Primo turno | Primo turno        | Primo turno        | Primo turno | Primo turno |  |  | Ultimo turno | Ultimo turno      | Ultimo turno      | Ultimo turno | Ultimo turno |  |
|  |             |                    |                    |             |             |  |  |              |                   |                   |              |              |  |
|  | 2           | Aleksandra Krunić  | Aleksandra Krunić  | 6           | 6           |  |  |              |                   |                   |              |              |  |
|  |             | Anastasia Kulikova | Anastasia Kulikova | 4           | 3           |  |  | 2            | Aleksandra Krunić | Aleksandra Krunić | 4            | 2            |  |
|  |             | Jana Fett          | 6                  | 6(1)        | 6           |  |  |              | Jana Fett         | Jana Fett         | 6            | 6            |  |
|  | Alt         | Catherine Harrison | 1                  | 7           | 0           |  |  |              |                   |                   |              |              |  |

### Sezione 3
|  | Primo turno | Primo turno      | Primo turno      | Primo turno | Primo turno |  |  | Ultimo turno | Ultimo turno   | Ultimo turno   | Ultimo turno | Ultimo turno |  |
|  |             |                  |                  |             |             |  |  |              |                |                |              |              |  |
|  | 3           | Rebecca Marino   | Rebecca Marino   | 6           | 6           |  |  |              |                |                |              |              |  |
|  | PR          | Kimberly Birrell | Kimberly Birrell | 2           | 4           |  |  | 3            | Rebecca Marino | Rebecca Marino | 6            | 6            |  |
|  |             | Mariam Bolkvadze | Mariam Bolkvadze | 1           | 3           |  |  | 7            | Cristina Bucșa | Cristina Bucșa | 0            | 2            |  |
|  | 7           | Cristina Bucșa   | Cristina Bucșa   | 6           | 6           |  |  |              |                |                |              |              |  |

### Sezione 4
|  | Primo turno | Primo turno        | Primo turno        | Primo turno | Primo turno |  |  | Ultimo turno | Ultimo turno       | Ultimo turno       | Ultimo turno | Ultimo turno |  |
|  |             |                    |                    |             |             |  |  |              |                    |                    |              |              |  |
|  | 4           | Lesja Curenko      | Lesja Curenko      | 6           | 6           |  |  |              |                    |                    |              |              |  |
|  | WC          | Emily Appleton     | Emily Appleton     | 4           | 4           |  |  | 4            | Lesja Curenko      | Lesja Curenko      | 6            | 6            |  |
|  |             | Emina Bektas       | Emina Bektas       | 3           | 2           |  |  | 12           | Fernanda Contreras | Fernanda Contreras | 4            | 2            |  |
|  | 12          | Fernanda Contreras | Fernanda Contreras | 6           | 6           |  |  |              |                    |                    |              |              |  |

### Sezione 5
|  | Primo turno | Primo turno     | Primo turno     | Primo turno | Primo turno |  |  | Ultimo turno | Ultimo turno    | Ultimo turno    | Ultimo turno | Ultimo turno |  |
|  |             |                 |                 |             |             |  |  |              |                 |                 |              |              |  |
|  | 5           | Coco Vandeweghe | Coco Vandeweghe | 6           | 6           |  |  |              |                 |                 |              |              |  |
|  |             | Olivia Gadecki  | Olivia Gadecki  | 2           | 4           |  |  | 5            | Coco Vandeweghe | Coco Vandeweghe | 6            | 7            |  |
|  | WC          | Eden Silva      | 6               | 6           | 6           |  |  | WC           | Eden Silva      | Eden Silva      | 3            | 64           |  |
|  | 8           | Katarzyna Kawa  | 7               | 4           | 4           |  |  |              |                 |                 |              |              |  |

### Sezione 6
|  | Primo turno | Primo turno     | Primo turno     | Primo turno | Primo turno |  |  | Ultimo turno | Ultimo turno    | Ultimo turno | Ultimo turno | Ultimo turno |  |
|  |             |                 |                 |             |             |  |  |              |                 |              |              |              |  |
|  | 6           | Maddison Inglis | Maddison Inglis | 6           | 6           |  |  |              |                 |              |              |              |  |
|  | WC          | Sarah Beth Grey | Sarah Beth Grey | 4           | 2           |  |  | 6            | Maddison Inglis | 3            | 6            | 1            |  |
|  |             | Caty McNally    | Caty McNally    | 6           | 6           |  |  |              | Caty McNally    | 6            | 4            | 6            |  |
|  | 9           | Astra Sharma    | Astra Sharma    | 2           | 2           |  |  |              |                 |              |              |              |  |